# Estnische Evangelisch-Lutherische Kirche

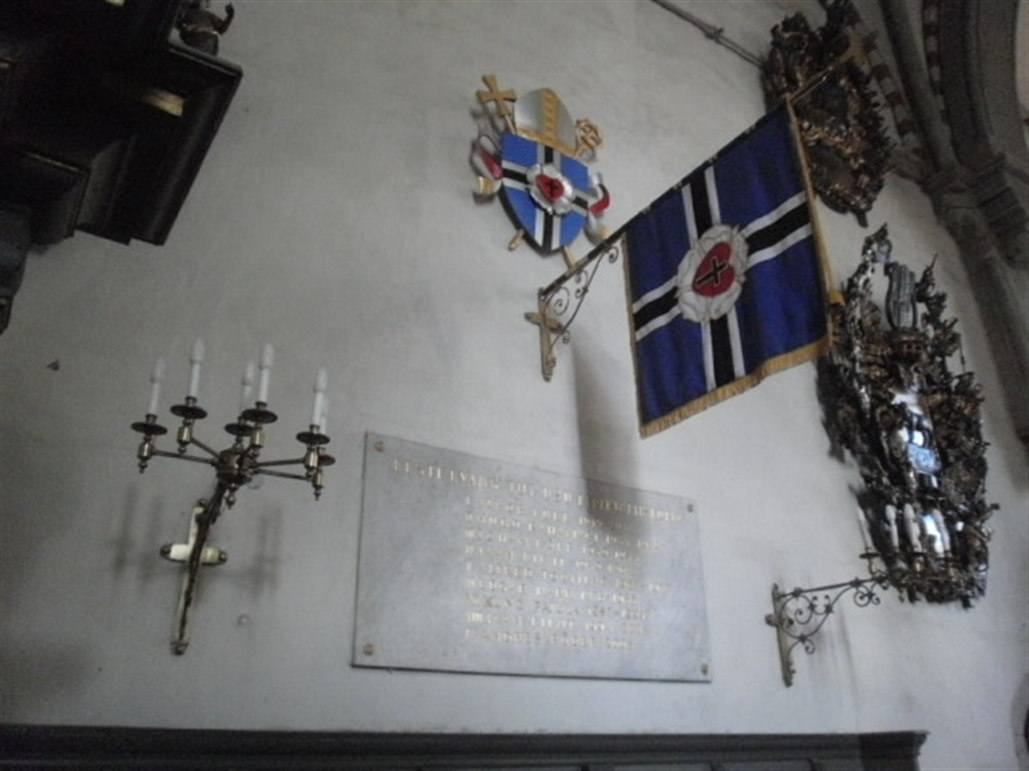
Bischofswappen und Fahne der EELK im Tallinner Dom

Die Estnische Evangelisch-Lutherische Kirche (EELK; estnisch Eesti Evangeelne Luterlik Kirik) ist die nationale evangelisch-lutherische Kirche von Estland. Der Amtssitz ist Tallinn (Reval). Die Kirche ist Mitglied im Ökumenischen Rat der Kirchen (ÖRK) und des Lutherischen Weltbundes (LWB), beide in Genf, der Konferenz Europäischer Kirchen (KEK) in Brüssel, der Gemeinschaft Evangelischer Kirchen in Europa (GEKE) und des Rates Christlicher Kirchen Estlands in Tallinn. Die Estnische Evangelisch-Lutherische Kirche ist des Weiteren Mitglied der Porvoo-Gemeinschaft und hat mit diesen Kirchen volle Kirchengemeinschaft vereinbart.

## Geschichte

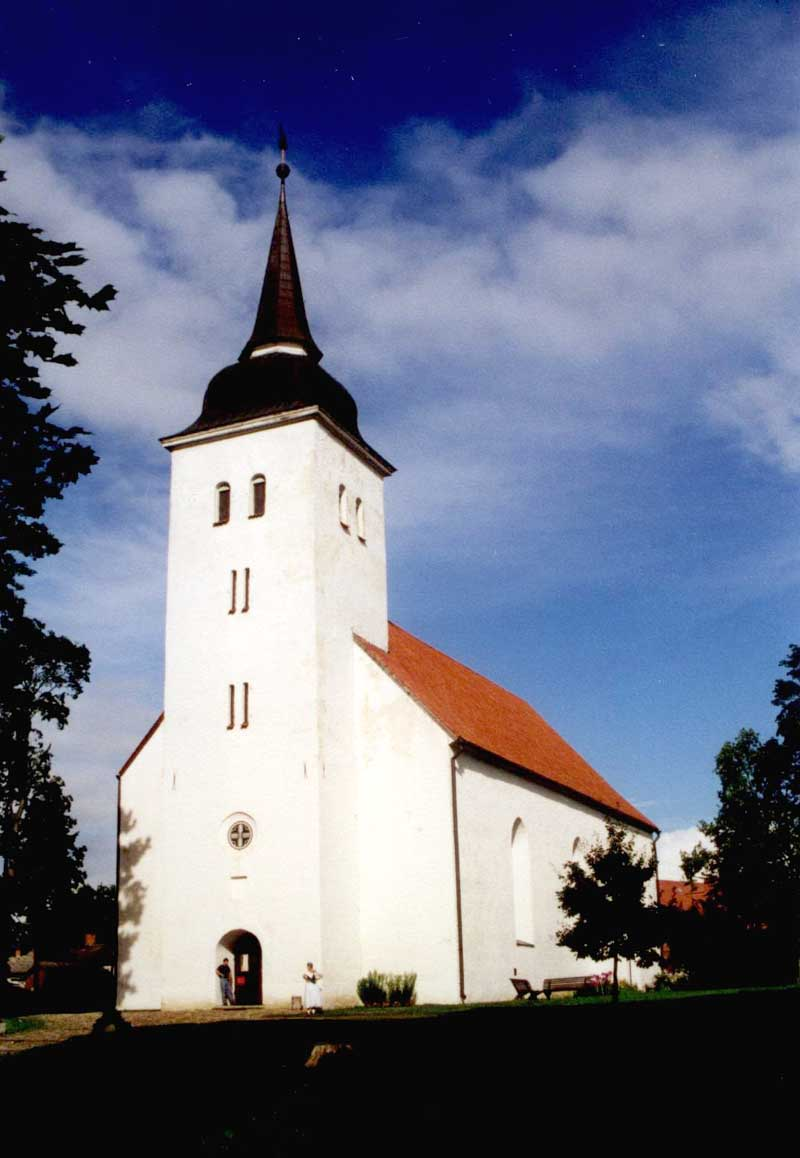
Kirche in Viljandi

Obwohl die ersten Kontakte der Esten mit dem Christentum weit ins erste Jahrtausend zurückreichen, begann die organisierte kirchliche Aktivität erst im 13. Jahrhundert. Damals gab es bis zu vier, dauerhaft dann drei römisch-katholische Diözesen auf estnischem Gebiet: das Bistum Dorpat (formal ab 1211 als Bistum Leal, faktisch ab 1224), das Bistum Wierland (Virumaa, 1215–1265, dann mit Reval vereinigt), das Bistum Reval (1219 von König Waldemar II. von Dänemark gegründet) und das Bistum Ösel-Wiek (ab 1228). Im 15. Jahrhundert hatte Estland 94 Pfarrbezirke mit Kirchen und Kapellen sowie 15 Klöster.
Die Reformation mit den Gedanken Martin Luthers etablierte sich 1524 in Estland und brachte Predigten in estnischer Sprache hervor. Nach dem Livländischen Krieg wurde Estland zwischen Schweden (als Herzogtum Estland) und Dänemark aufgeteilt. 1832 wurde die lutherische Kirche im Zarenreich als Evangelisch-Lutherisches General-Konsistorium anerkannt. Sie umfasste Russland einschließlich der Ostseeprovinzen, die das estnische Siedlungsgebiet einschlossen. Im russisch dominierten Großfürstentum Finnland und Königreich Polen bestanden separate lutherische Kirchen. Mit Zusammenbruch des Zarenreichs bildeten die Lutheraner in den von Russland abgetretenen Gebieten neue Landeskirchen, deren Amtsbereiche sich an den neuen Grenzen orientierten.
Entscheidend war der „Erste estnische Kirchentag“ am 31. Mai 1917, als die Kirche in Estland als freie Volkskirche entstand, indem zum ersten Mal die 127 lutherischen Kirchengemeinden des Landes mit ihren 920.000 Mitgliedern vereinigt wurden. Beim Einmarsch der Roten Armee in Estland 1918 wurden die lutherischen Gemeinden bis zu ihrer Befreiung durch estnische Truppen am 14. Januar 1919 brutal verfolgt und erneut zerschlagen. Walther Paucker, Traugott Hahn und Carl Hesse zählen zu den baltischen Märtyrern, die auf dem Rigaer Märtyrerstein verzeichnet sind.
Der Zweite Weltkrieg und die darauf folgenden 45 Jahre sowjetischer Herrschaft mit ihrer atheistischen Ideologie verhinderte die kirchliche Arbeit und entfremdete die Bevölkerung von religiösem Leben. Den Esten war es versagt, die Werte und Gedankenwelt des christlichen Glaubens kennenzulernen, geschweige denn theologisch forschen zu können.
Zwar gehört weiterhin die Mehrheit der sich zum christlichen Glauben bekennenden Esten der Estnischen Evangelisch-Lutherischen Kirche an, doch ist die Zahl der Gemeindeglieder bis 2010 auf 167.000 gesunken. Demnach gehörten 13,6 % der Bevölkerung zur Estnischen Evangelisch-Lutherischen Kirche (vor den beiden orthodoxen Kirchen = 12,8 %, der römisch-katholischen Kirche = 0,5 % und den Baptisten = 0,5 %). Ihren 2019 noch 160.000 Mitgliedern gab die EELK zur Parlamentswahl in Estland 2019 eine Wahlempfehlung, der zufolge die Estnische Zentrumspartei am ehesten die Positionen der EELK widerspiegele.

## Kirchenstruktur der EELK

### Konsistorium

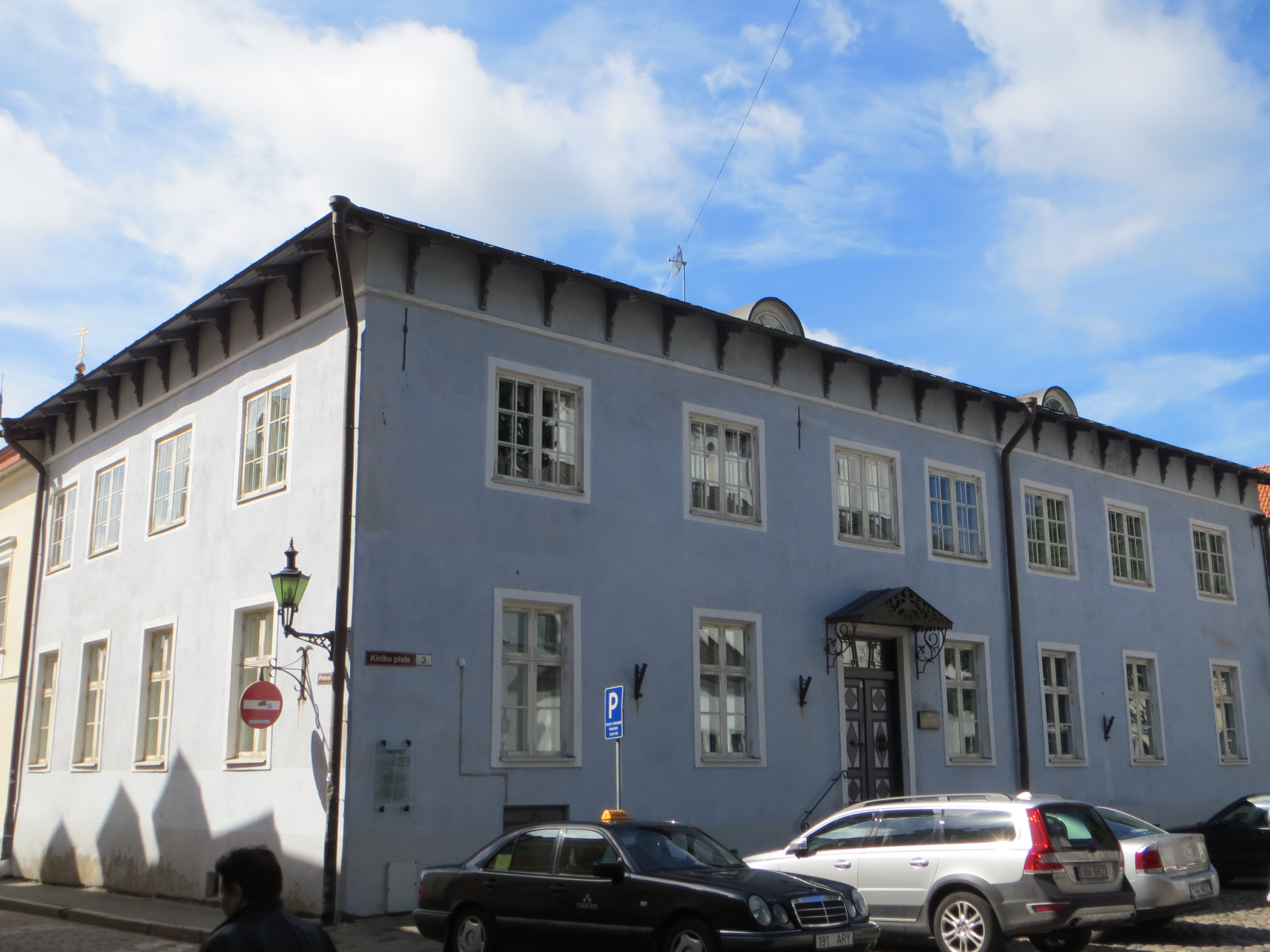
Konsistorium in Tallinn

Die Verwaltung der Kirche liegt beim Konsistorium. Der Sitz der Kirchenleitung ist in 10130 Tallinn, Kiriku plats 3.

### Erzbischof und Bischöfe
Geistliches Oberhaupt der Estnischen Evangelisch-Lutherischen Kirche ist der Erzbischof (bis 1949 Bischof). Er leitet als ranghöchster Pfarrer die gesamte Kirche. Seine rechte Hand ist der Bischof. Gemeinsam führen sie die Aufsicht über die in 12 Propsteien untergliederte Kirche.
Bisherige Amtsinhaber:
- Bischöfe:

1. 1921–1933: Jakob Kukk
2. 1934–1939: Hugo Bernhard Rahamägi
3. 1939–1944: Johan Kõpp
4. 1949 (dann Erzbischof): Jaan Kiivit (sen.) (1906–1971)

- Erzbischöfe:

1. 1949–1967: Jaan Kiivit (sen.)
2. 1967–1977: Alfred Tooming (1907–1977)
3. 1978–1986: Edgar Hark (1908–1986)
4. 1987–1994: Kuno Pajula (1924–2012[3])
5. 1994–2005: Jaan Kiivit (jun.) (1940–2005)
6. 2005–2014: Andres Põder (* 1949)
7. seit 2015: Urmas Viilma (* 1973)

- Bischöfe:

1. 1992–2017: Einar Soone[4] (* 1947) (Stellvertreter des Erzbischofs, zuständig für Tallinn, Ida-Harju, Järva und Viru)
2. 2010–2018: Andres Taul (* 1936 † 2018) (zuständig für die Auslandsgemeinden der EELK in Australien, Kanada und den USA)[5]
3. 2015–2023: Joel Luhamets[6] (* 1952) (zuständig für die Propsteien Pärnu, Tartu, Saarte, Viljandi, Võru und Valga)
4. 2015–2023: Tiit Salumäe[6] (* 1952) (zuständig für die Propsteien Lääne und Lääne Harju, die Diaspora in Europa und Russland sowie für Medien, Kommunikation, Ökumene und Kultur)
5. seit 2024: Ove Sander[7] (* 1970) (zuständig für Nordestland)
6. seit 2024: Marko Tiitus[8] (* 1971) (zuständig für Südestland)
7. seit 2024: Anti Toplaan[9] (* 1968) (zuständig für den Kreis Saare)

### Kirchenleitung
Die Kirchenleitung liegt beim Oberkirchenrat. Vorsitzender ist der Erzbischof. Mitglieder des Oberkirchenrates sind der Bischof und fünf Assessoren, die jeweils einen bestimmten Arbeitsbereich leiten.

### Generalsynode
In die Generalsynode delegieren die Kirchengemeinden ihre Vertreter. Sie ist höchstes Entscheidungsgremium.

### Propsteien
Die EELK ist in zwölf Propsteibezirke untergliedert:
- Ida-Harju (Propst Tanel Ots)
- Järva (Propst Teet Hanschmidt)
- Lääne (Propst NN.)
- Lääne Harju (Propst Jüri Vallsalu)
- Pärnu (Propst Enn Auksmann)
- Saarte (Propst Veiko Vihuri)
- Tallinna (Propst Jaan Tammsalu)
- Tartu (Propst NN.)
- Valga (Propst Vallo Ehasalu)
- Viljandi (Propst Marko Tiitus)
- Viru (Propst Avo Kiir)
- Võru (Propst Urmas Nagel)

### Kirchengemeinden
Die 167.000 Gemeindeglieder sind in 165 Kirchengemeinden verbunden und werden von 214 Pfarrerinnen und Pfarrern betreut.
Unter diesen Gemeinden gibt es in Tallinn eine kleine deutschsprachige Gemeinde, die hauptsächlich aus Russlanddeutschen besteht.

## Estnische Evangelische-Lutherische Kirche im Ausland

### Geschichte
Im Herbst 1944 waren ca. 80.000 Esten aufgrund der herannahenden Roten Armee gezwungen, aus dem Land zu fliehen. Darunter waren etwa 60.000 Lutheraner. Viele von ihnen lebten danach in Schweden, Großbritannien und Deutschland, einige auch in den USA und in Kanada. Dort begannen sie, eigene Gemeinden mit ihrer Muttersprache zu gründen.
So entstanden eigene estnische Kirchen, die zwar Verbindungen zu den örtlichen einheimischen Gemeinden pflegten, rechtlich aber einen eigenen Status in diesen Ländern hatten. Diese estnische Exilkirche mit Gemeinden, die in ihrer Fläche oft größer sind als das ganze Gebiet von Estland, hatte ihren Amtssitz zuerst in Schweden, zuletzt im kanadischen Toronto. Sie vereinigte sich im Jahr 2010 mit der Mutterkirche; der bisherige Erzbischof fungierte seitdem als Bischof eines eigenen Auslandsbistums.

### (Erz-)Bischöfe
- 1944–1964: Johan Kõpp (bis 1957 Bischof, seit 1944 im Exil; 1874–1970)
- 1964–1971: Johannes Oskar Lauri (1891–1974)
- 1972–1990: Konrad Veem (1914–1996)
- 1990–2006: Udo Petersoo (1934–2006)
- 2007–2010: Andres Taul (1936–2018)[5]